# Шиманский, Леонид Анатольевич
Леонид Анатольевич Шиманский (8 апреля 1959, Николаев, Украинская ССР, СССР — 21 мая 2022, Николаев, Украина) — советский и украинский баскетболист и тренер. Мастер спорта СССР по баскетболу.

## Биография
Родился 8 апреля 1959 года в городе Николаеве. С ранних лет занимался баскетболом. Первый тренер — Плешаков Валентин Михайлович.
В 1976 году как перспективный баскетболист был приглашен в дубль команды «Спартак» (Николаев), игравшего во всесоюзной Высшей лиге.
С 1978—1993 — играл за основной состав НКИ (Николаев), много лет был капитаном команды.
С 1995 года ассистент главного тренера СК «Николаев».
В 2000—2003 году возглавил БК «Возко» (Вознесенск), команду Высшей Лиги чемпионата Украины.
В 2012 году после отставки Валентина Берестнева в качестве исполняющего обязанности главного тренера заканчивал сезон.

## Достижения
- Серебряный призёр чемпионата Украины: 1992.
- Бронзовый призёр чемпионата Украины: 1993.